# Odwaga (herb szlachecki)

Herb Odwaga

Odwaga (Mur Konopackich) – herb szlachecki.

## Opis herbu
Tarcza dwudzielna blankowaniem w pas, pole pierwsze srebrne, drugie czerwone. W klejnocie nad hełmem w koronie chorągiew na drzewcu w skos w części zawieszona.

## Najwcześniejsze wzmianki
Herb ten nie jest znany ze źródeł średniowiecznych. Wspominają o nim herbarze Bartosza Paprockiego i Kaspra Niesieckiego.
Najbardziej rozpowszechniony w Prusach i w ziemi chełmińskiej.

## Herbowni
Grzymała, Heeselecht, Knebel, Konopacki, Konopatski, Kontrym, Kossowski, Milewski, Sperling, Tauernitz, Vülow.

## Najbardziej znani przedstawiciele
- Jan Konopacki
- Jan Karol Konopacki
- Maciej Konopacki